# Mach die Augen zu
Mach die Augen zu ist ein Lied der deutschen Punkrock-Band Die Ärzte. Der Song ist die zweite Singleauskopplung ihres fünften Studioalbums Die Bestie in Menschengestalt und wurde am 15. November 1993 veröffentlicht.

## Inhalt
Mach die Augen zu handelt von einem Liebespaar, bei dem einer der Partner merkt, dass der andere die Beziehung beenden will. Farin Urlaub singt aus der Sicht der Person, die nicht wahrhaben will, dass sich die Beziehung dem Ende neigt. Dabei beschreibt er die Angst vor dem Verlassenwerden und wünscht sich, dass die geliebte Person ihn küsse, auch wenn sie ihm nur etwas vorspiele und in Wahrheit schon an den Abschied denke.

„Mach die Augen zu und küss mich

Mach mir ruhig etwas vor

Wenn Du willst, kannst Du dann gehen

Aber denk dran

Ohne Dich, ohne Dich bin ich verloren“

## Produktion
Der Song wurde von dem deutschen Musikproduzenten Uwe Hoffmann in Zusammenarbeit mit Die Ärzte produziert. Sänger Farin Urlaub fungierte als Autor.

## Musikvideo
Bei dem zu Mach die Augen zu gedrehten Musikvideo führte Detlev Buck Regie. Es verzeichnet auf YouTube über 2,6 Millionen Aufrufe (Stand August 2024).
Die Handlung des Videos ist angelehnt an das Märchen Schneewittchen. Zu Beginn isst eine Frau (gespielt von Karina Krawczyk) einen Apfel und fällt daraufhin in Ohnmacht. Sie wird von sieben zwergenartigen Mönchen gefunden, die sie in einem Sarg in ihr Kloster bringen, während sich ein Ritter mit seinem Pferd auf die Suche nach ihr macht. Im Sarg spinnt eine Spinne ihr Netz über die schlafende Frau. Schließlich taucht der Ritter im Kloster auf, zerschneidet das Spinnennetz und küsst die Frau, woraufhin diese erwacht. Sie erwidert seinen Kuss und zieht ihm die Rüstung aus. Zwischendurch sieht man die drei Bandmitglieder Farin Urlaub, Bela B und Rodrigo González, die den Song in einer Kirche spielen. Am Ende hebt die Frau den Ritter auf sein Pferd und verlässt mit ihm das Kloster.

## Single

### Covergestaltung
Das Singlecover zeigt einen Teil der rot-bräunlichen Cartoon-Figur, die sich auch auf dem Cover des zugehörigen Albums Die Bestie in Menschengestalt befindet. Hier sind jedoch nur der Fuß, der Penis und Teile des Bauches zu sehen. Oben im Bild steht der weiße Schriftzug Die Ärzte auf schwarzem Grund, während sich der Titel Mach die Augen zu in Schwarz im unteren Teil befindet. Der Hintergrund ist komplett gelb gehalten. Das Artwork wurde von dem Grafiker Schwarwel entworfen.

### Titellisten
Single
1. Mach die Augen zu – 4:00
2. 25 Stunden am Tag – 3:13

Maxi
1. Mach die Augen zu – 4:00
2. 25 Stunden am Tag – 3:13
3. Punkrockgirl (Originalversion) – 1:53
4. Wahre Liebe – 3:03
5. Mach die Augen zu (Remix) – 4:30

### Chartplatzierungen
Mach die Augen zu stieg am 6. Dezember 1993 auf Platz 81 in die deutschen Singlecharts ein und erreichte zwei Wochen später mit Rang 31 die beste Platzierung, auf der es sich zwei Wochen halten konnte. Insgesamt hielt sich der Song 16 Wochen lang in den Top 100. In Österreich belegte die Single Position 15 und konnte sich elf Wochen in den Charts halten, während sie in der Schweiz die Top 100 verpasste.
| ChartsChartplatzierungen | Höchstplatzierung | Wochen |
| ------------------------ | ----------------- | ------ |
| Deutschland (GfK)        | 31 (16 Wo.)       | 16     |
| Österreich (Ö3)          | 15 (11 Wo.)       | 11     |

## Cover-Versionen
- 2017 veröffentlichte die Hip-Hop-Gruppe Rakede eine Cover-Version des Songs auf ihrem Album Es geht mir sehr gut! (Sehr, sehr gut. Sehr gut!).
- 2022 erschien eine Version des Songs von der Rapperin Haiyti mit dazugehörigem Musikvideo.